# Antonín Wiehl

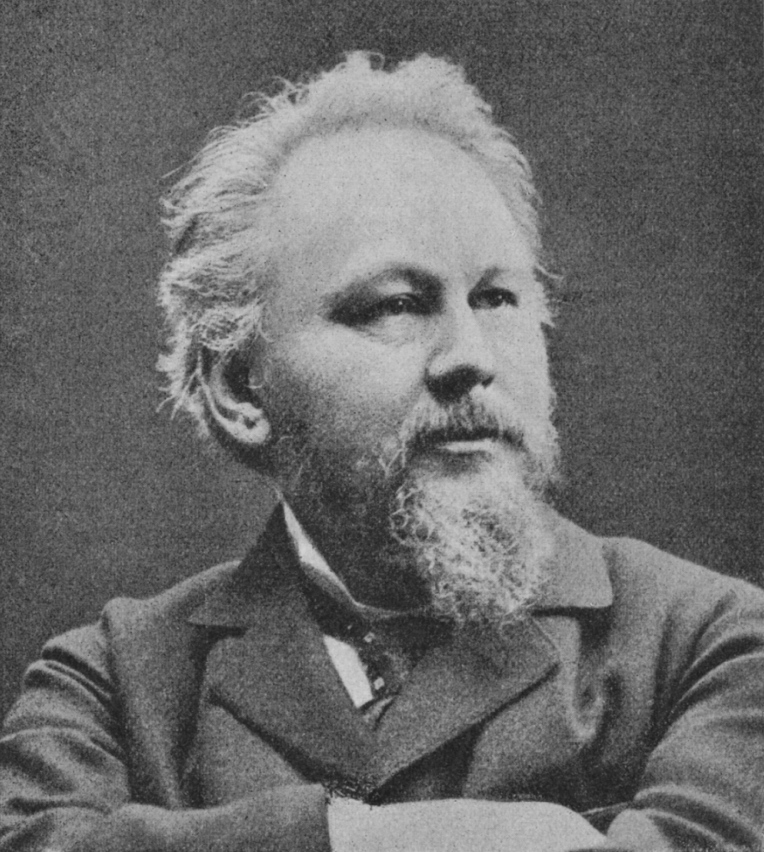
Antonín Wiehl im Jahr 1883

Antonín Wiehl (* 26. April 1846 in Plasy, Böhmen; † 4. November 1910 in Prag) war ein tschechischer Architekt und Vertreter des Historismus.

## Leben
Antonín Wiehl war Schüler von Josef Zítek und schloss sein Studium an der Technischen Universität Prag ab. Dort arbeitete er in den Jahren 1871 bis 1875 als Assistent. Ab dem Jahr 1873 war er zugleich als selbstständiger Architekt tätig. Im Jahr 1883 wurde er zum Präsidenten der Gesellschaft der Ingenieure und Architekten ernannt.
Ähnlich wie Josef Zítek wurde auch Antonín Wiehl von der italienischen Renaissance beeinflusst, insbesondere von Werken des Architekten Andrea Palladio. Im Geiste der tschechischen patriotischen Welle des späten 19. Jahrhunderts kombinierte er die Architektur dieser Zeit mit Elementen (reich geschmückte Giebel und Sgraffito) der tschechischen Renaissance. Er arbeitete bei der Dekoration von Fassaden häufig mit dem Maler und Illustrator Mikoláš Aleš zusammen.
Wiehl war vor allem in Prag tätig. Dort entwarf er 1883 das Prager Wasserwerk an der Karlsbrücke, in dem heute das Bedřich Smetana Museum ist.

## Bilder

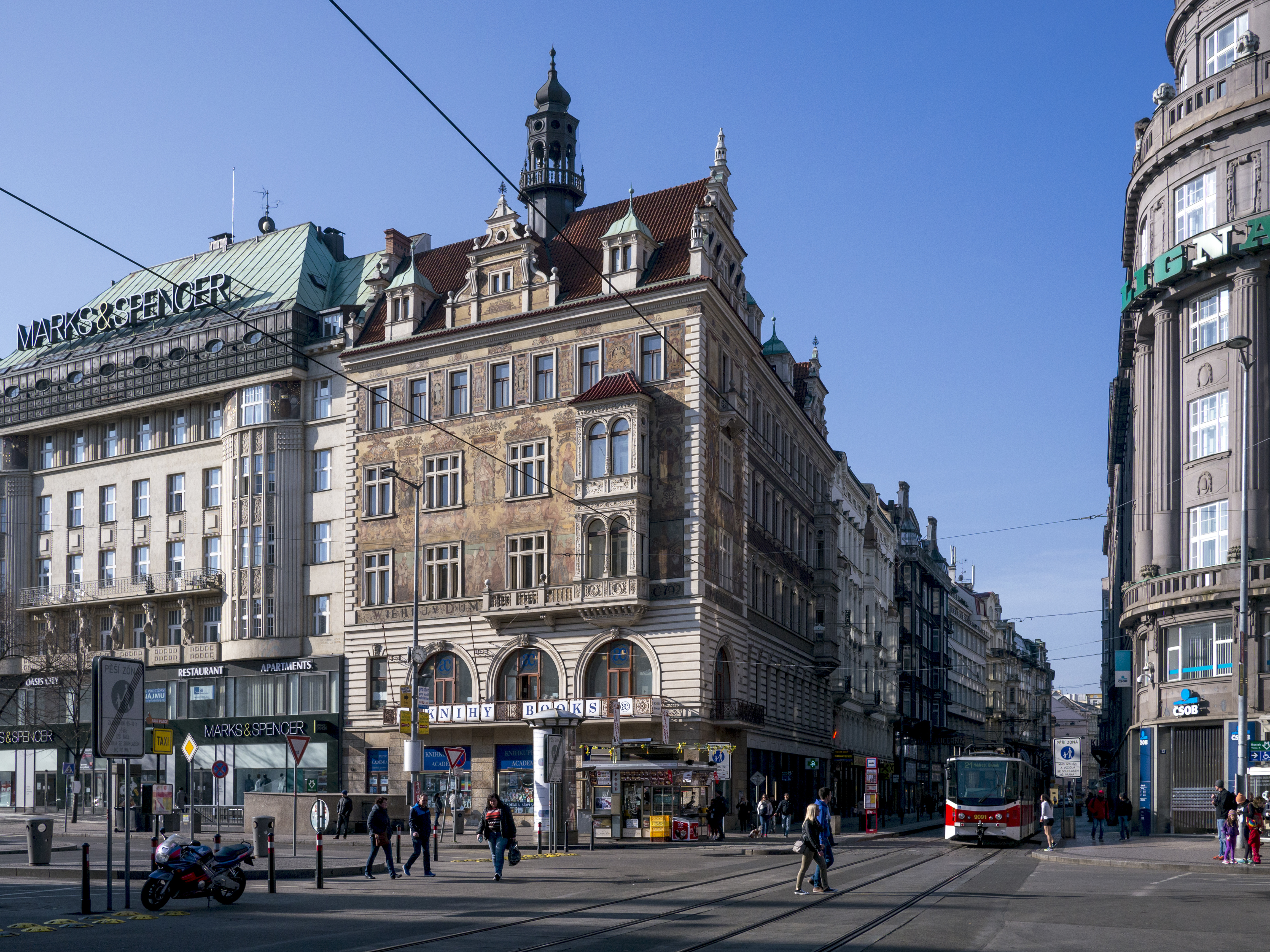
Wiehl-Haus am Wenzelsplatz in Prag
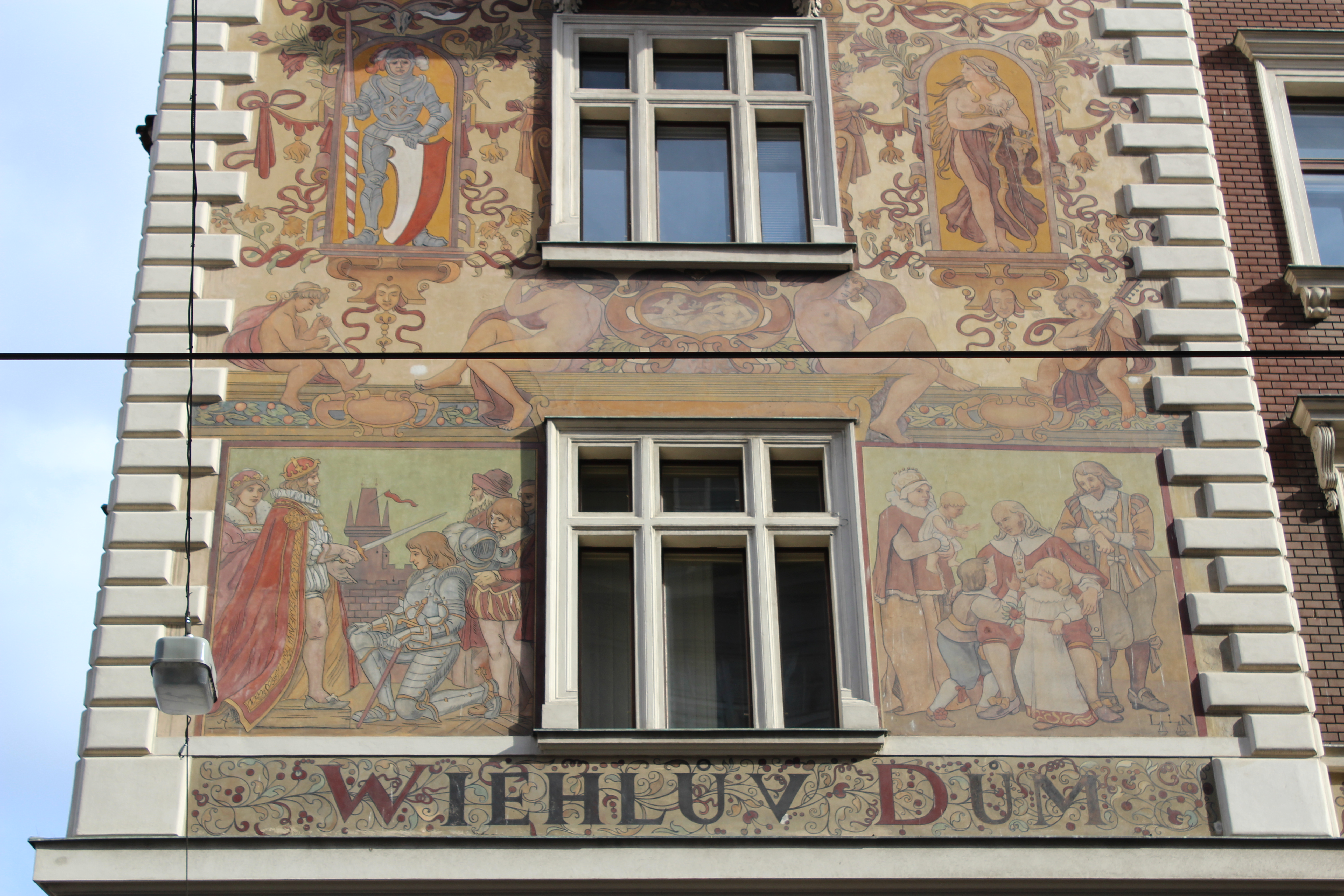
Fassade des Wiehl-Hauses in Prag mit dem Namen des Architekten
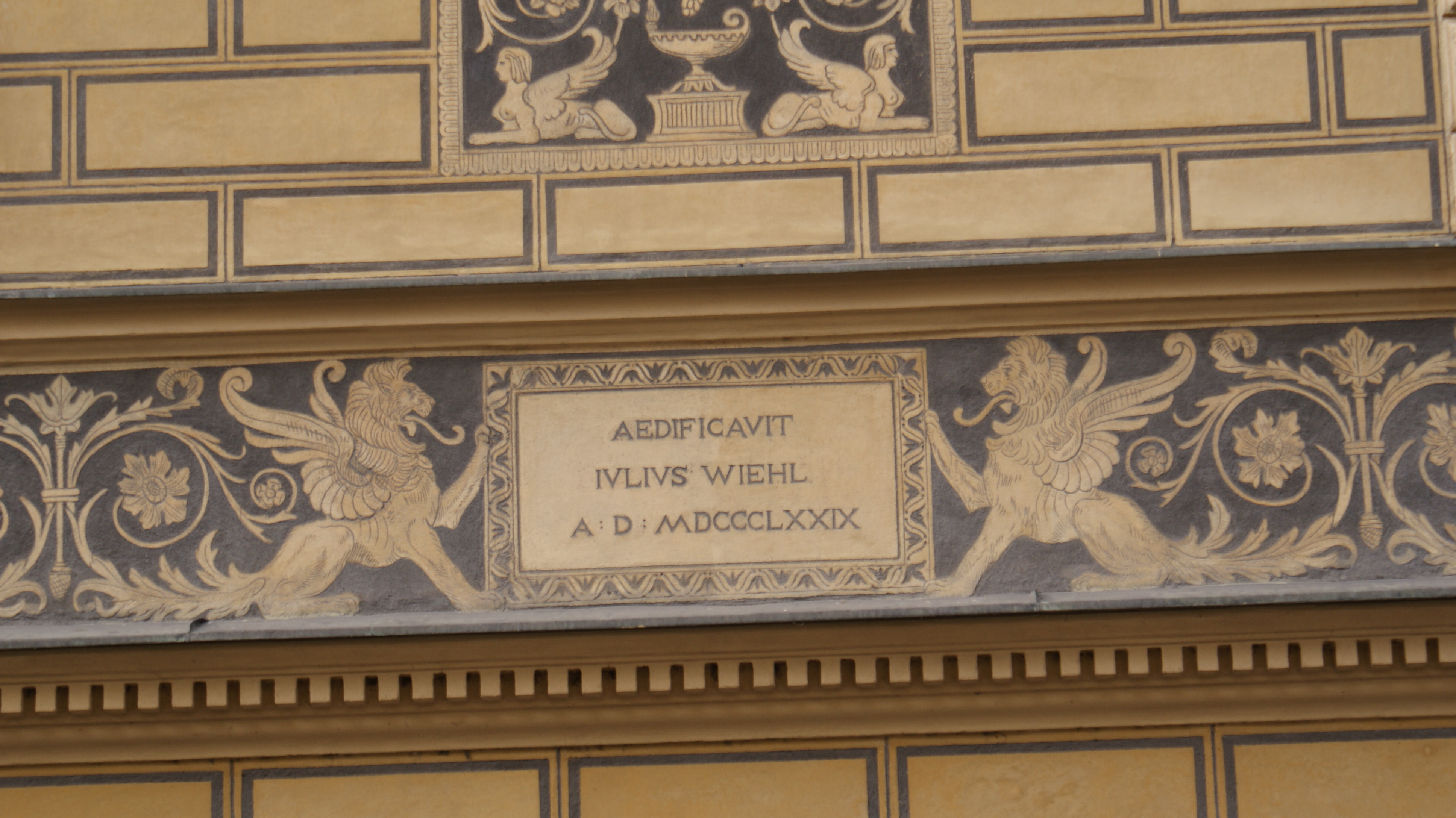
Wiehl-Haus in Slaný (Detail)
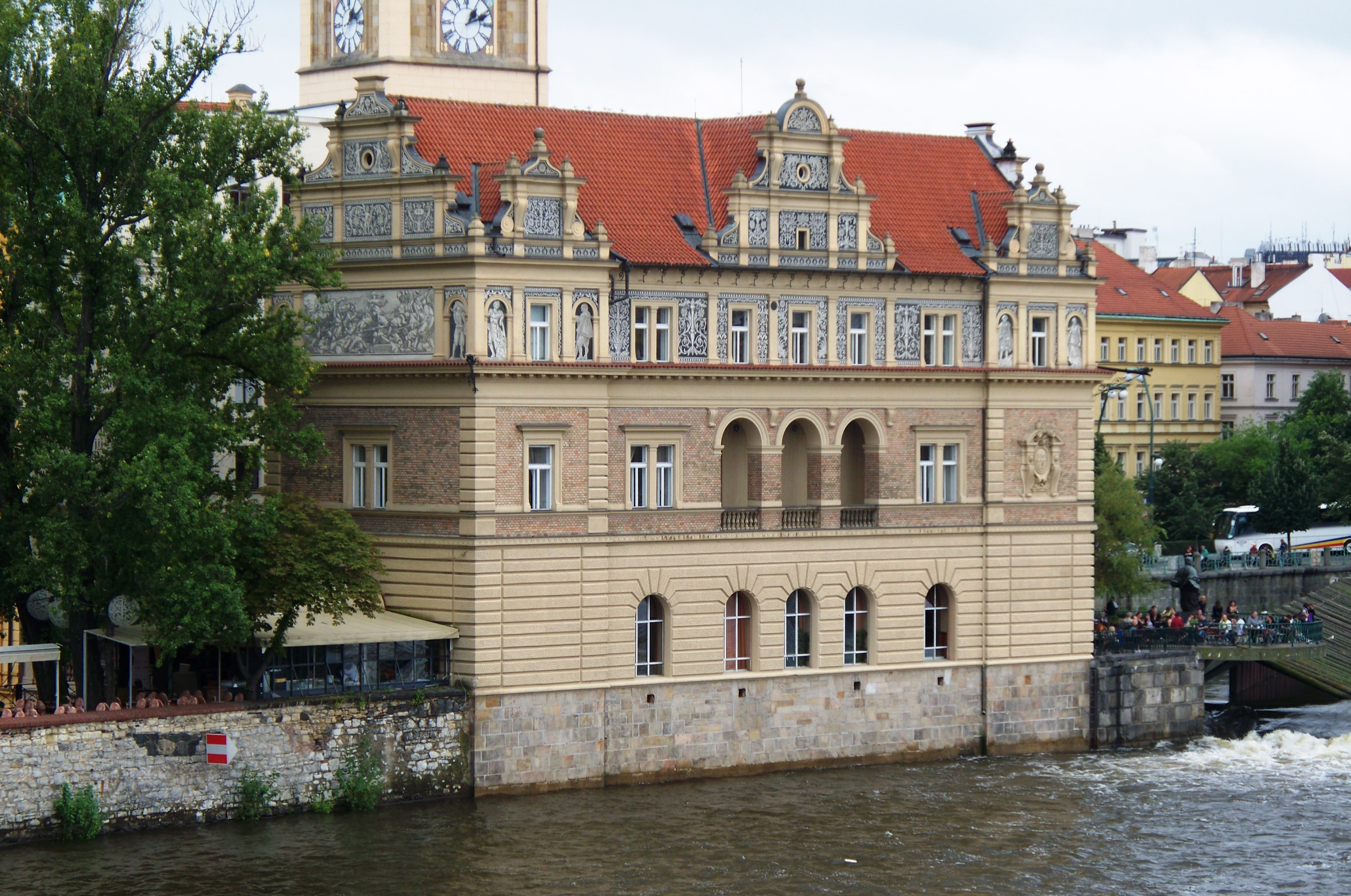
Bedřich Smetana Museum in Prag
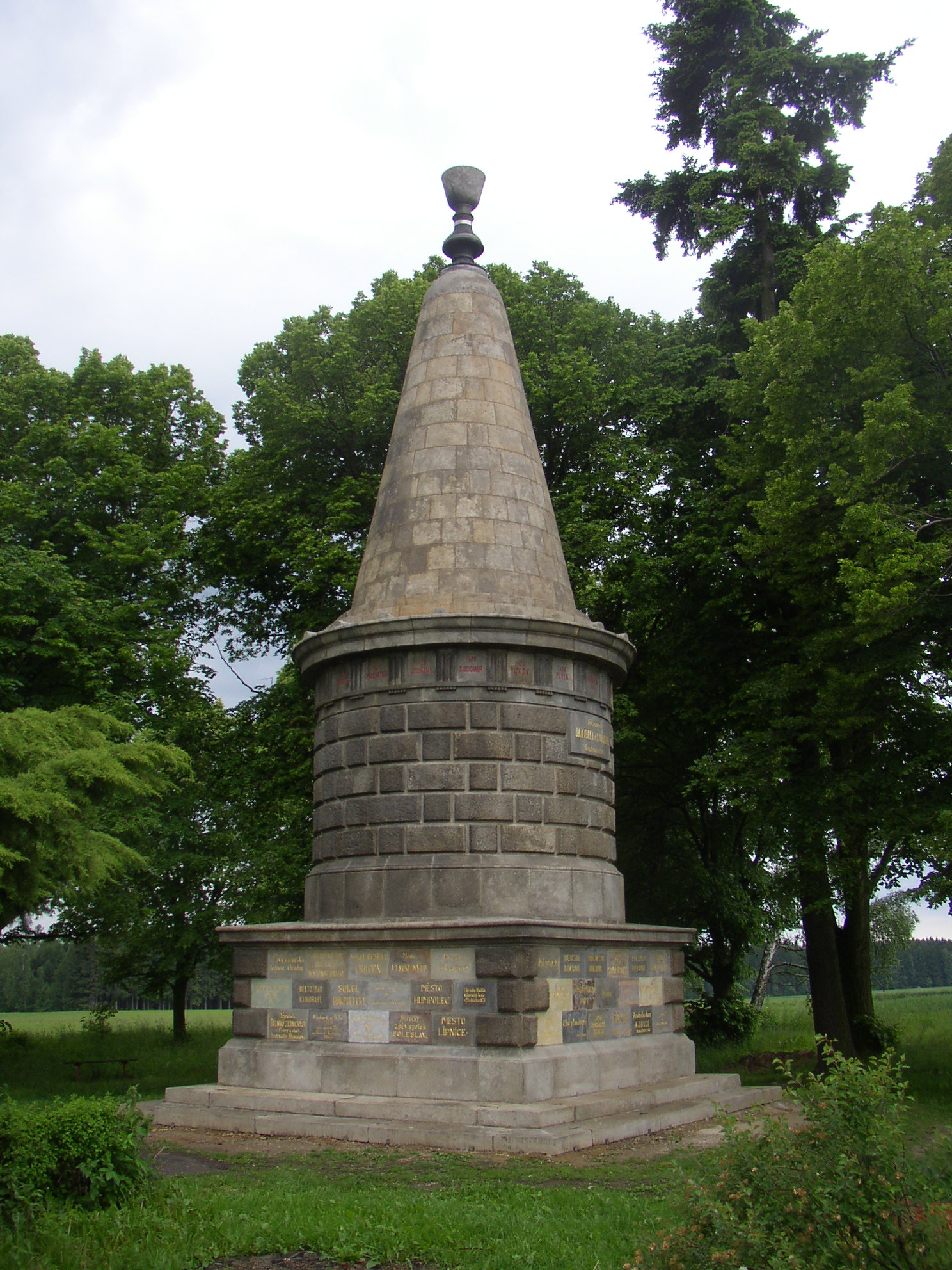
Grabhügel von Jan Žižka in der Gemeinde Žižkovo Pole
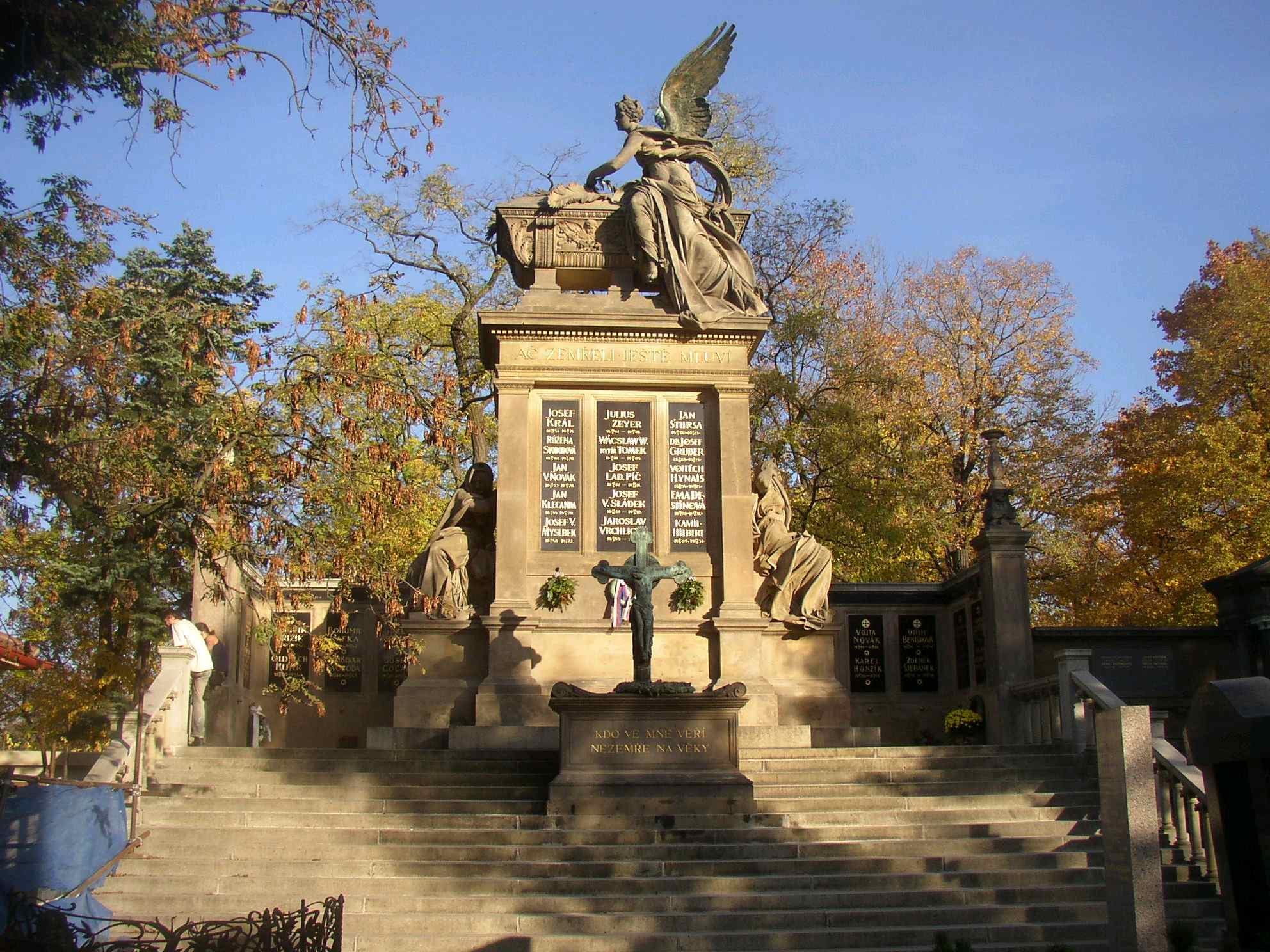
Monument Slavín auf dem Vyšehrader Friedhof
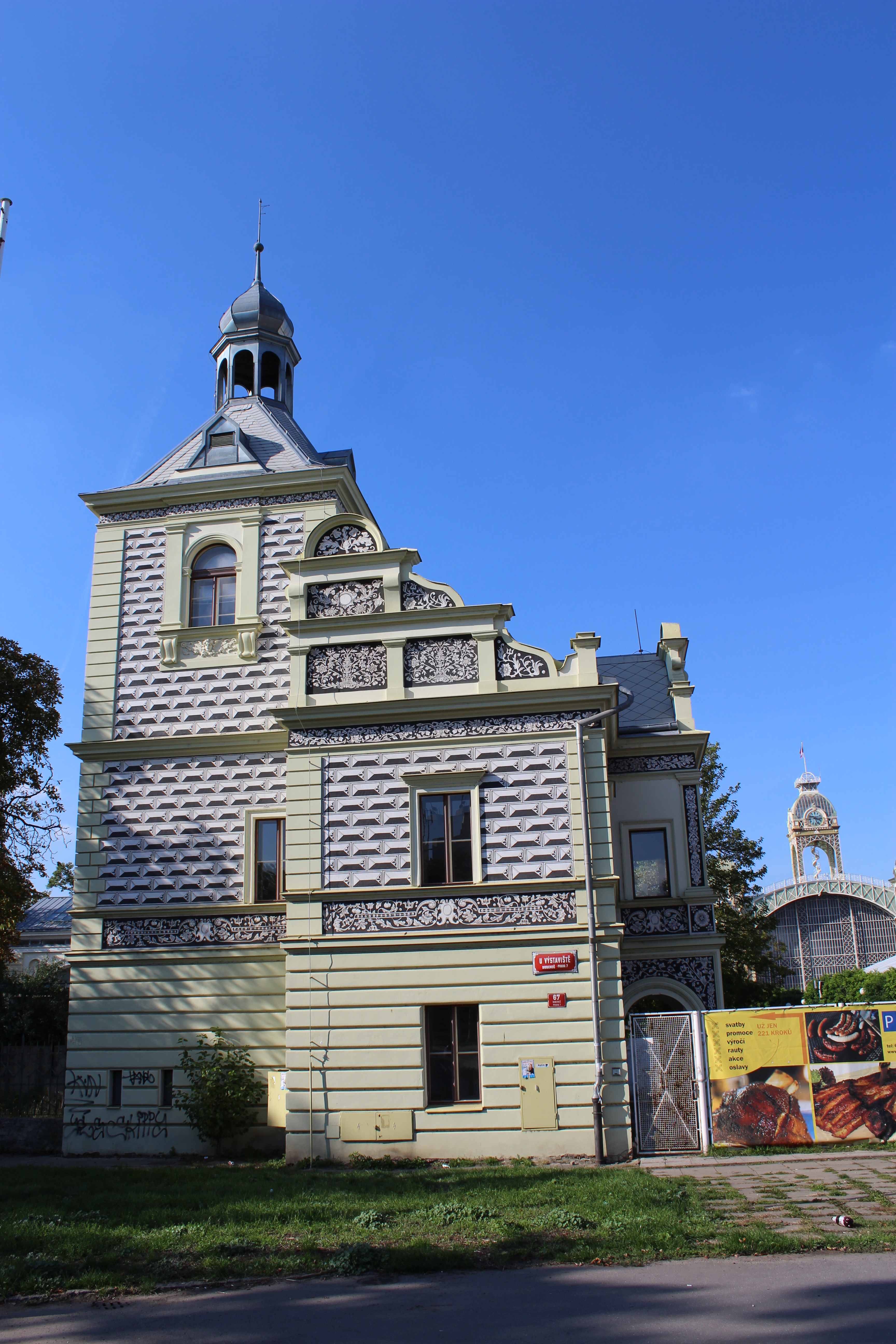
Verwaltungsgebäude für die Landes-Jubiläumsausstellung 1891 in Prag
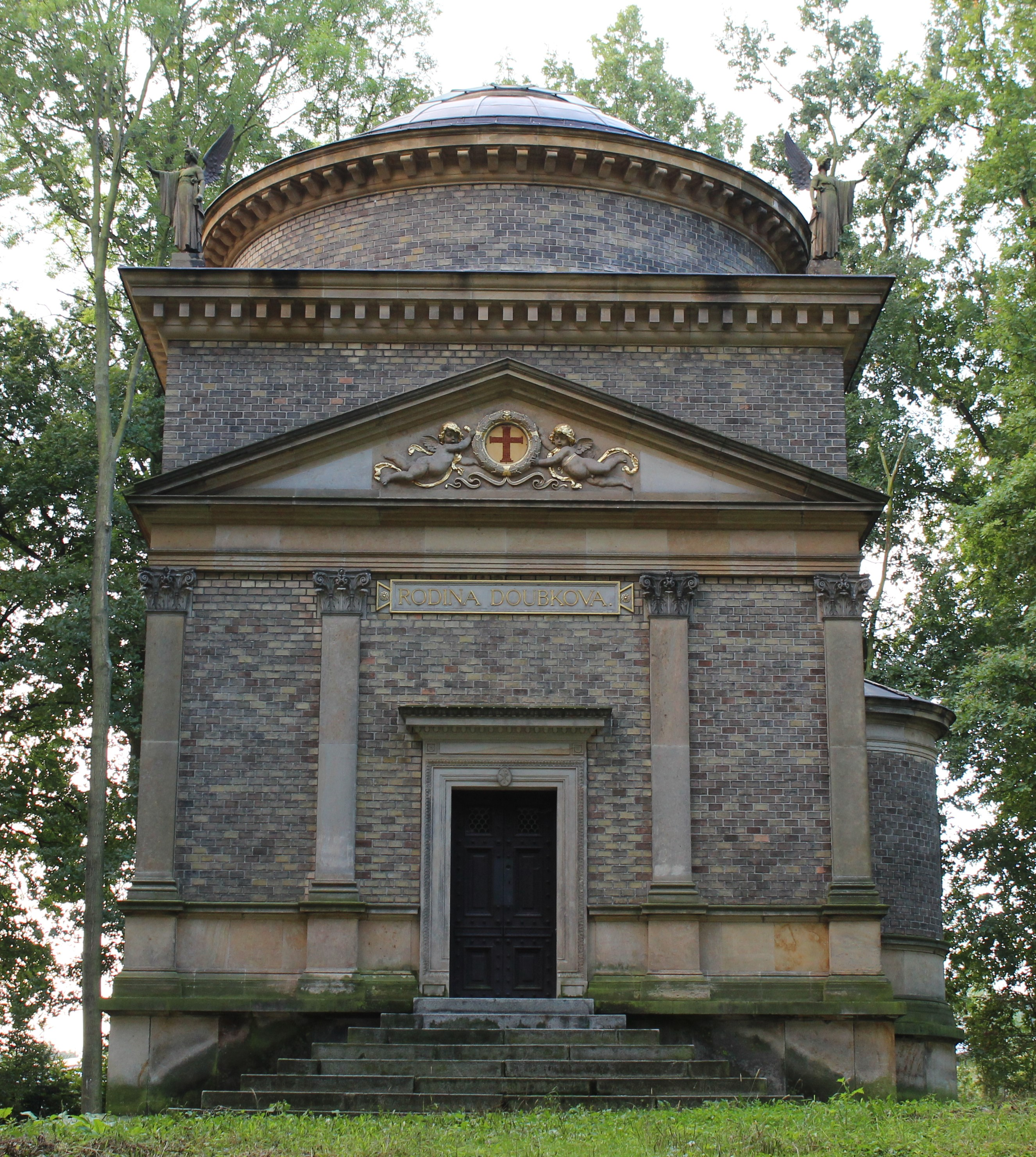
Grabkapelle der Familie Daubek in Liteň (1888)